# Carettinae
De Carettinae vormen een onderfamilie van de familie zeeschildpadden (Cheloniidae). De groep werd voor het eerst wetenschappelijk beschreven door Nicolaus Michael Oppel in 1811. De Carettinae worden in sommige indelingen, zoals die van van Fritz & Havaš uit 2007, niet meer erkend.
Er zijn drie geslachten en vier soorten die tot de groep behoren en de enige andere onderfamilie, Cheloniinae, telt twee soorten. De Carettinae-soorten blijven wat kleiner dan de Cheloniinae. Alle soorten leven uitsluitend in zee en komen slechts aan land om de eitjes af te zetten.

## Soorten
- Geslacht Caretta
  - Soort Onechte karetschildpad (Caretta caretta)
- Geslacht Eretmochelys
  - Soort Karetschildpad (Eretmochelys imbricata)
- Geslacht Lepidochelys
  - Soort Kemps zeeschildpad (Lepidochelys kempii)
  - Soort Warana (Lepidochelys olivacea)